# Till glädje
 Till glädje és una pel·lícula sueca dirigida per Ingmar Bergman, estrenada el 1950.

## Argument
Stig i Martha són tots dos violinistes a l'orquestra dirigida pel vell Sönderby. Es casen però l'ambició de Stig és desbordant i el seu orgull desmesurat. Els esquinços trobats en la vida de la parella, la seva incapacitat en abraçar una carrera de solista el tornen amarg. Freqüenta Mikael Bro, un vell amic tronera que forma amb la seva dona Nelly una parella sulfurosa.

## Repartiment
- Maj-Britt Nilsson: Marta Olsson
- Stig Olin: Stig Eriksson
- Birger Malmsten: Marcel
- John Ekman: Mikael Bro
- Margit Carlqvist: Nelly Bro
- Victor Sjöström: Sönderby